# Conjetura de Andrica

para los 100 primeros números primos.

para los 200 primeros números primos.

para los 500 primeros números primos.

La conjetura de Andrica (planteada por el matemático rumano Dorin Andrica) es una proposición sobre las diferencias entre números primos consecutivos.
La conjetura establece que la desigualdad
{\displaystyle {\sqrt {p_{n+1}}}-{\sqrt {p_{n}}}<1}
se cumple para todo {\displaystyle n}, donde {\displaystyle p_{n}} es el {\displaystyle n}-ésimo número primo.
Si {\displaystyle g_{n}=p_{n+1}-p_{n}} denota la n-ésima diferencia entre primos consecutivos, la conjetura de Andrica puede expresarse como
{\displaystyle g_{n}<2{\sqrt {p_{n}}}+1.}

## Evidencia empírica
Imran Ghory usó datos de espacios entre primos muy grandes para mostrar que la conjetura es cierta para valores de {\displaystyle n} menores a 1.3002 x 1016.
El comportamiento de la función discreta {\displaystyle A_{n}={\sqrt {p_{n+1}}}-{\sqrt {p_{n}}}} se muestra en las gráficas de la derecha. Los valores más altos de {\displaystyle A_{n}} se producen para n = 1, 2, y 4, con
{\displaystyle A_{4}\approx } 0,670873 ...,
sin que se produzca un valor más grande entre los primeros 105 primos. Dado que la función de Andrica decrece asintóticamente a medida que {\displaystyle n} crece, es necesario que se vayan produciendo diferencias entre primos consecutivos cada vez mayores para generar valores altos de {\displaystyle A_{n}} cuando {\displaystyle n} se hace grande. Por lo tanto parece muy probable que la conjetura sea verdad.

## Generalizaciones
Como una generalización de la conjetura de Andrica, puede considerarse la siguiente ecuación:
{\displaystyle p_{n+1}^{x}-p_{n}^{x}=1,}
donde {\displaystyle p_{n}} es el {\displaystyle n}-ésimo primo y n puede ser cualquier entero positivo.
Es fácil ver que la solución más grande posible {\displaystyle x} se tiene para {\displaystyle n=1}, cuanto xmáx=1. Para la solución más pequeña posible {\displaystyle x} se ha conjeturado que es xmín {\displaystyle \approx } 0.567148 ... , que se produce cuando {\displaystyle n=30}. 
Esta conjetura puede considerarse como una conjetura de desigualdad, la generalización de la conjetura de Andrica:
{\displaystyle p_{n+1}^{x}-p_{n}^{x}<1} para {\displaystyle x<x_{\min }.}